# Moussonia
Moussonia é um género botânico pertencente à família Gesneriaceae.

## Espécies
| - Moussonia ampla - Moussonia costaricensis - Moussonia deppeana - Moussonia elegans - Moussonia elongata - Moussonia formosa - Moussonia fruticosa - Moussonia hirsutissima - Moussonia melastoma | - Moussonia papillosa - Moussonia purpurea - Moussonia rupicola - Moussonia septentrionalis - Moussonia serrulata - Moussonia sessilifolia - Moussonia skutchii - Moussonia strigosa - Moussonia viminalis |